# Xavier Gagnepain
Pour les articles homonymes, voir Gagnepain.
Xavier Gagnepain, né en 1960, est un violoncelliste et professeur de musique classique français.

## Biographie
Xavier Gagnepain étudie au Conservatoire national supérieur de musique et de danse de Paris avec Jacques Parrenin et Roland Pidoux et à l'université de Yale aux États-Unis. Il obtient des prix aux concours internationaux tels le Concours international de musique de l'ARD de Munich et celui de São Paulo.
Il entreprend une double carrière de soliste et de chambriste. Il est invité par des orchestres connus de la scène européenne, tels l'Orchestre symphonique de Londres, le Sofia Radio Orchestra, les Solistes de Moscou. Il joue régulièrement avec la pianiste Hortense Cartier-Bresson.
Il est le violoncelliste du Trio à cordes de Paris de 2002 jusqu'à sa dissolution en 2007, et surtout du quatuor Rosamonde. Le quatuor — fondé par ses maîtres Parrenin et Pidoux — est lauréat du Concours International d'Évian en 1983 avec le Prix d'interprétation de compositeurs modernes et le Prix spécial du Jury international des critiques et Premier Prix du Concours International de Quatuors de L'Union des Radios Européennes à Salzbourg en 1986,. Il participe notamment à Henri Dutilleux : Ainsi la nuit, film qui témoigne de la collaboration entre le compositeur et le quatuor. L'ensemble a aussi créé des œuvres de Michèle Reverdy (L’Intranquillité, 1992) et Tigran Mansourian (Testament, 2005).
En 1996, Xavier Gagnepain est le premier à interpréter en concert les 12 pièces sur le nom de Paul Sacher, répertoire contemporain pour violoncelle seul, réputé pour sa difficulté. Sa discographie comprend aussi bien des concertos que de la musique de chambre allant du duo au sextuor.
La Cité de la musique lui a commandé un ouvrage à vocation pédagogique publié en 2001 sous le titre Du musicien en général au violoncelliste en particulier,,.
Xavier Gagnepain enseigne au conservatoire à rayonnement régional de Boulogne-Billancourt, où il a notamment formé Edgar Moreau.

## Discographie sélective
Beaucoup d'enregistrements du quatuor Rosamonde ont reçu des récompenses des revues musicales. Il a enregistré pour Auvidis, Erato, Hortus, Jade, Milan (BO de Fort Saganne), Naxos, REM, Verany. Parmi ces nombreux enregistrements (tous répertoriés sur leur site officiel précisé ci-dessous), citons :
- Nuits : La Nuit transfigurée d'Arnold Schoenberg avec Antoine Tamestit, deuxième alto et Jérôme Pernoo, deuxième violoncelle, 1er quatuor de Ligeti, Ainsi la nuit de Dutilleux, label Pierre Verany PV 706021
- Ravel/Fauré : quatuors à cordes, label Pierre Verany PV 799052, 1999, ƒƒƒƒ de Télérama
- Debussy/Roussel : quatuors à cordes, label Pierre Verany PV 700029, 2001
- Fauré : quintettes avec Emmanuel Strosser au piano, label Pierre Verany PV 703011, 2003
- Liens, Musique de chambre de Jacques Lenot, Grand prix du disque académie Charles Cros
- Messiaen : Inédits, Éditions Jade 74 321 67 411-2, 1999,  ƒƒƒƒ de Télérama
- Kurtag : Hommage à Mihaly Andras, 12 Microludes pour quatuor à cordes, Musique française d'aujourd'hui, Radio France/MFA 216030 HMCD73
- Dutilleux (Ainsi la nuit), Hersant (quatuor no 2), Fénelon (Onze inventions) : MFA 581280 AD 184, 1991, ƒƒƒƒ de Télérama